# یواس‌اس بروتون (اف‌اف-۱۰۸۶)
یواس‌اس بروتون (اف‌اف-۱۰۸۶) (به انگلیسی: USS Brewton (FF-1086)) یک کشتی بود که طول آن ۴۳۸ فوت (۱۳۴ متر) بود. این کشتی در سال ۱۹۷۰ ساخته شد.